# Танрыкулу, Бахри
Бахри Танрикулу (тур. Bahri Tanrıkulu, род. 16 марта 1980) — турецкий тхэквондист, серебряный призёр олимпийских игр 2004 года, участник игр 2008 и 2012 годов в составе команды Турции. Его сестра Азизе также является призёркой Олимпийских игр по тхэквондо.

## Карьера
В 2004 году на Олимпийских играх в весовой категории до 80 кг победил филиппинца Дональда Гейслера, тунисца Хичема Хамдуни, азербайджанца Рашада Ахмадова и устпил в финале американцу Стивену Лопесу.
В 2008 году на Олимпийских играх в Пекине в весовой категории до 80 кг в первом же круге снова проиграл американцу Стивену Лопесу.
В 2012 году на Олимпийских играх в весовой категории свыше 80 кг победил в боях против грека Александроса Николаидиса, южнокорейца Чха Дон Мина и уступил в полуфинале габонцу Энтони Обаме.
В утешительных боях за бронзу он уступил китайцу Лю Сяобо.